# 금정 나들목 (영암)
금정 나들목(Geumjeong IC)은 전라남도 영암군 금정면 월평리에 설치될 예정인 강진광주고속도로의 교차로이다. 2026년에 개통될 예정이다.

## 역사
- 2017년 11월 24일 : 2024년까지 나들목 신설을 위해 영암군 도시계획시설 교통광장에 금정면 월평리 일원을 금정 나들목으로 고시[1]

## 구조물 정보
- 위치 : 전라남도 영암군 금정면 월평리

## 접속하는 도로
- 영나로 (국도 제23호선, 국가지원지방도 제55호선)
- 간접 연결 : 지방도 제819호선 (여운재로, 용흥삼거리 이용)